# 歌川房清
歌川 房清（うたがわ ふさきよ、生没年不詳）とは、江戸時代の浮世絵師。

## 来歴
歌川貞房の門人。弘化3年（1846年）秋の序文がある狂歌本『御年玉笑ふ門松』の挿絵に「貞房門人房清画」とあるが、その他の作や経歴については不明。